# فرودگاه شهید مالک رحمتی
فرودگاه شهید رحمتی سابقا فرودگاه سهند از فرودگاه‌های اقماری اداره‌ کل فرودگاه‌‌های استان آذربایجان‌شرقی بوده و در جنوب استان قرار دارد.
این فرودگاه در زمینی به مساحت ۴۲ هکتار در سمت جنوبی بزرگراه مراغه-بناب، به‌‌عنوان تنها فرودگاه جنوب استان واقع شده‌ است.
پایه گذاری و اولین مراحل ساخت این فرودگاه به اواخر دهه‌ی ۱۳۲۰ بر می‌گردد، این فرودگاه در دوران پهلوی کارکرد نظامی داشت و پس از انقلاب و در سال ۱۳۷۰ از شکل نظامی خارج شد. در این سال از محل اعتبارات شرکت فرودگاه ها و ناوبری هوایی ایران، روکشی جدید آسفالت، فنس کشی کل محوطه، برج مراقبت و ملزومات فرودگاهی مسافربری انجام و در سال ۱۳۷۲ مجوزهای لازم از سازمان هواپیمایی کشوری دریافت شد. این فرودگاه در سال ۱۳۷۴ رسماً تحویل شرکت فرودگاه ها و ناوبری هوایی ایران گردید.
با بهسازی سطوح پروازی باند فرودگاه به طول سه کیلومتر و عرض ۳۰ متر در سال ۱۳۹۲ شمسی، امکان فرود هواپیمای فوکر ۱۰۰ در این فرودگاه فراهم شد؛ این فرودگاه دارای پارکینگ هواپیما به مساحت ۱۰ هزار مترمربع است.
به منظور تجلیل از مقام استاندار شهید و به دستور وزیر راه و شهرسازی، فرودگاه سهند به «شهیدرحمتی» تغییر نام داد.

## شرکت‌های هواپیمایی و مقصدهای پروازی
| شرکت‌های هواپیمایی | مقصدهای پروازی |
| ----------------- | -------------- |
| ایران ایر         | تهران          |